# Fontlab
FontLab ist ein Outline-Schriftbearbeitungs-Programm der gleichnamigen Firma. Es ist vergleichbar mit Fontographer und Fontforge. Es ist damit möglich, eigene Schriften in PostScript, TrueType, OpenType und diversen anderen Formaten zu gestalten und zu bearbeiten.

## TrueType
FontLab bietet mit TrueType Visual Hints eine vereinfachte Möglichkeit, die sonst recht komplexen TrueType Instructions zu bearbeiten. TrueType Visual Hints erlauben allerdings nur einen begrenzten Zugriff auf die Möglichkeiten, die Instructions bieten. Es gibt außerdem keine Möglichkeit, AAT-Features zu bearbeiten.

## Python
Das Programm zeichnet sich u. a. durch seine Python-Schnittstelle aus, über die fast alle Aspekte der Schrift-Erstellung gesteuert werden können. So steht direkt im Programm ein Fenster zur Python-Programmierung und eine Toolbar für die Verwaltung erstellter Python-Scripts zur Verfügung.

## Multiple Master
FontLab kennt zwar das Interpolieren entlang mehrerer Achsen, erlaubt pro Achse allerdings nur zwei Master-Schnitte.